# Annakirmes
Die Annakirmes ist ein jährlich Ende Juli bis Anfang August stattfindendes Volksfest im rheinischen Düren, Nordrhein-Westfalen. Die Annakirmes gehört zu den bekanntesten Großveranstaltungen in Nordrhein-Westfalen und ist eines der größten Volksfeste im gesamten Bundesgebiet. Sie wird jährlich von fast einer Million Menschen besucht.

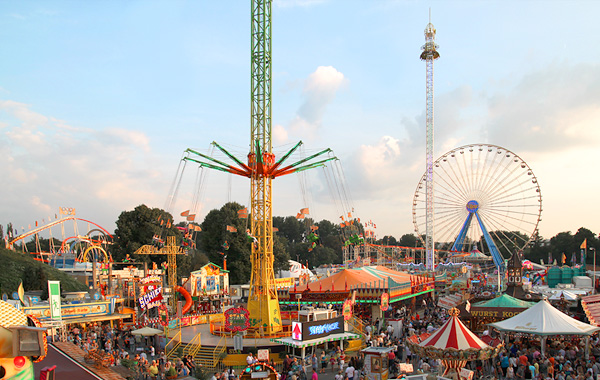
Annakirmes 2014 u. a. mit den Hochfahrgeschäften "Star-Flyer", "Sky-Fall", dem 55 Meter hohen Europarad und dem "Olympia-Looping" – der größten reisenden Achterbahn der Welt.

## Geschichte

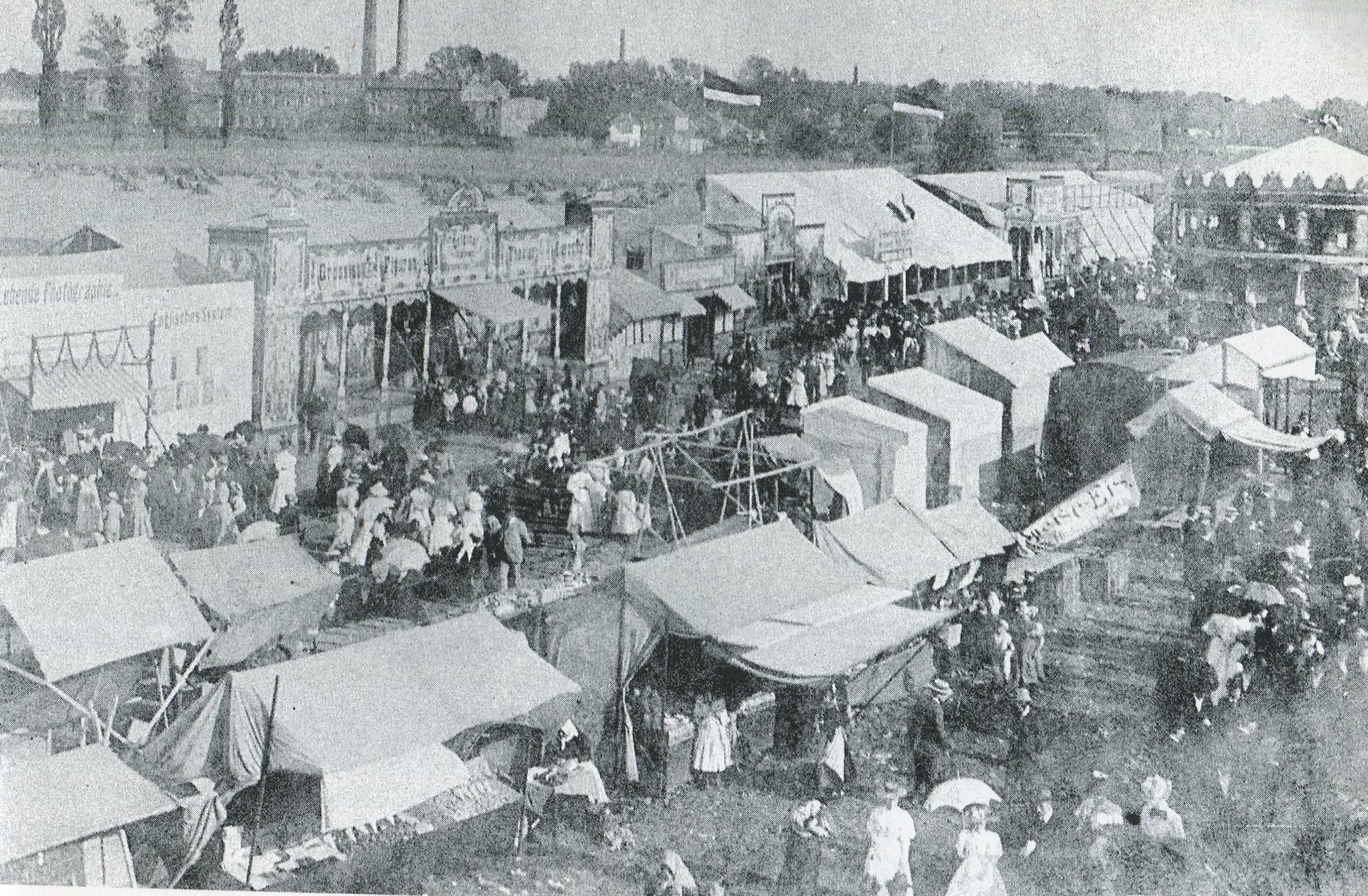
Die Annakirmes im Jahre 1892

Die Geschichte der Dürener Annakirmes ist eng an die Verehrung der heiligen Anna in Düren geknüpft und lässt sich bis ins Jahr 1501 zurückverfolgen, in dem das Annahaupt über Umwege von Mainz nach Düren gebracht wurde und dort zum ersten Mal verehrt wurde. Das immer größer werdende Pilgerfest zog auch die ersten reisenden Händler an, so dass sich ein eintägiger Markt entwickelte. 1729 wurde der Anna-Markt auf drei Tage und 1817 auf zunächst acht Tage verlängert. Im Laufe der Zeit gesellten sich zum Markt auch Schausteller mit ihren Attraktionen hinzu, und das Fest bekam mehr und mehr den Charakter eines Volksfestes. Bis 1891 fand die Annakirmes auf dem Eisenbahnplatz, dem heutigen Langemarckpark zwischen Gutenbergstraße und Josef-Schregel-Straße statt. Der Jahrmarkt zog sich durch die Straßen der Innenstadt. Es sollen bis zu 200 Händler gewesen sein. Von 1890 bis 1894 stand auf dem Viehmarkt, dem heutigen Kaiserplatz ein Pferdekarussell, auf dem man für zwei Pfennige fahren konnte. Am Altenteich stand an der Annasäule das Kölner Original Hänneschen-Theater. Mit Schreiben vom 22. Februar 1892 wandten sich die Einwohner der Eisenbahnstraße, heute Josef-Schregel-Straße, an Bürgermeister Hubert Werners gegen den Lärm der Kirmes. Früher wurden viele Attraktionen durch Muskelkraft oder Pferde bewegt, danach wurden Dampfmaschinen eingesetzt, die sehr viel mehr Lärm verursachten, insbesondere die schrillen Dampfpfeifen und die dampfbetriebenen Orgeln. Von den Anwohnern der anderen Straßen gab es auch immer wieder Beschwerden. Durch Beschluss des Stadtrates vom 28. April 1892 wurde die Annakirmes zum Platz Am alten Wasserturm (dem heutigen Annakirmes-Platz) in die Aachener Straße verlegt, wo sie heute noch stattfindet. Der Jahrmarkt blieb aber in den Innenstadtstraßen. Es wurden jedoch starke räumliche Einschränkungen vorgenommen. Heute sorgen auf dem großen Annakirmesplatz die neuesten Fahrgeschäfte und Kirmesattraktionen für Nervenkitzel.

## Regelmäßige Veranstaltungen

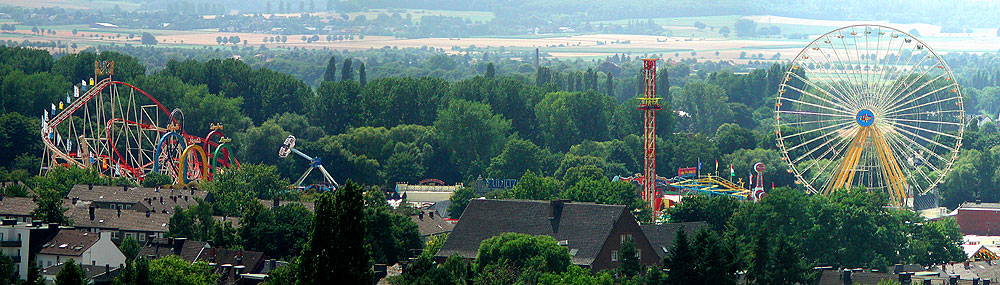
Panorama der Annakirmes 2001

Während der neuntägigen Annakirmes finden im Festzelt oder in unmittelbarer Umgebung des Kirmesplatzes mehrere Veranstaltungen statt. Dabei hat sich im Laufe der Jahre eine regelmäßige Reihenfolge herausgebildet, so dass die Veranstaltungen immer einem festen Wochentag zugeordnet sind.
- Am Eröffnungstag der Annakirmes (Samstag) wird nachmittags auf dem Hundesportplatz die Weltmeisterschaft im Kirschkernweitspucken ausgetragen. Der Wettbewerb, der nach der Fußball-Weltmeisterschaft 1974 entstand, lockt Teilnehmer aus ganz Deutschland und der Schweiz an.
- Der Dienstag ist der Familientag der Annakirmes. Dann gibt es halbe Preise bei den Fahrgeschäften und Vergünstigungen bei den anderen Schaustellern.
- Am Mittwoch und Donnerstag finden für die älteren Besucher zwei Seniorennachmittage statt. Dabei treten Musiker aus den Genres Schlager und Volksmusik im Festzelt auf.
- Zusätzlich sorgen beim rheinischen Abend am Mittwoch Musiker und Tanzgruppe für Karnevalsstimmung.
- Der Donnerstag wird außerdem als Gästetag gefeiert. Dazu lädt der amtierende Dürener Bürgermeister Gäste aus Politik, Wirtschaft und Vereinen auf die Kirmes ein.
- Am Freitagabend bedanken sich die Schausteller mit einem Feuerwerk über dem Kirmesplatz bei den Besuchern der Annakirmes.

Junge Frauen traten viele Jahre lang zur Misswahl an. Bis 2011 wurde jedes Jahr die Miss Annakirmes gewählt. 2013 und 2014 es in einem Vorentscheid der Miss Germany Corporation um den Titel Miss Düren. Die Siegerin hat später die Chance, Miss Germany zu werden. Erste Siegerin der neuen Misswahl war 2013 Karoline Werner. 2014 gewann Vivien Goumans, die Zweitplatzierte des Vorjahres, den Titel. 2015 wurde die Misswahl wegen zu geringer Beteiligung eingestellt.
Neben dem Kirmestrubel findet in der Dürener Kirche St. Anna die Annaoktav statt, bei der den Pilgern und Gläubigen das Annahaupt gezeigt wird.

## Organisation

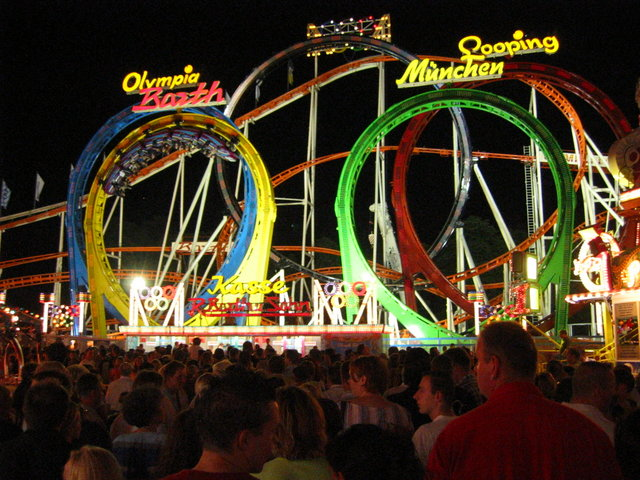
Olympia Looping auf der Annakirmes 2004

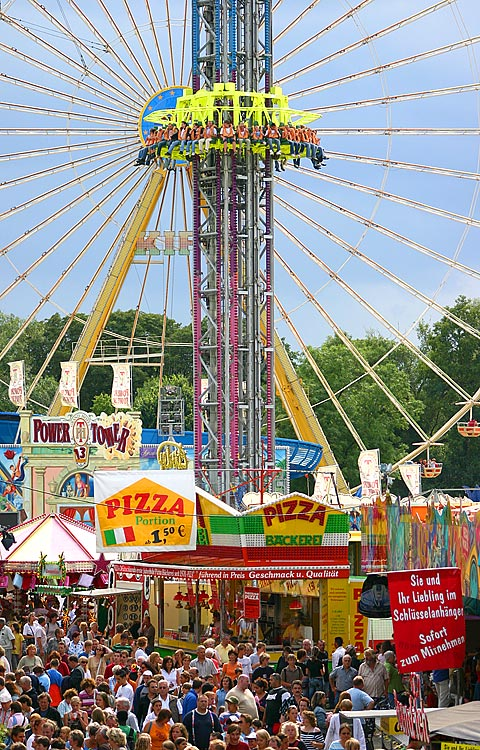
„Power Tower 2“ und „Europarad“ auf der Annakirmes 2006

Die Annakirmes beginnt meistens am Samstag nach dem 26. Juli, dem Annentag. Falls dieses Datum auf einen Samstag oder Sonntag fällt, beginnt die Kirmes an diesem Wochenende. Sie dauert neun Tage und ist täglich von 11.00 Uhr bis 0.30 oder 2.00 Uhr geöffnet, bevor sie am zweiten Sonntag um Mitternacht endet.
Veranstaltungsort ist ein nach ihr benannter Platz im Süden der Stadt Düren. Das rund 50.000 Quadratmeter große Gelände befindet sich zwischen der Aachener Straße, der Langenberger Straße und dem Rurdammweg. An der Bahnstrecke Düren–Heimbach gibt es den Bedarfshaltepunkt Düren Annakirmesplatz, welcher zur passenden Zeit jedoch hohe Fahrgastfrequenz hat.
Etwa 160 bis 170 verschiedene Geschäfte von Schaustellern aus dem gesamten Bundesgebiet sind jedes Jahr auf der Annakirmes vertreten. Während der Planungsphase gehen beim Veranstalter – der Stadt Düren – jedes Jahr circa 1000 Standplatz-Bewerbungen ein. Die Organisation der Annakirmes leitet ein Mitarbeiter des städtischen Vermessungsamtes, der in der Öffentlichkeit wegen dieser Funktion auch als „Kirmesdirektor“ oder „Platzmeister“ bezeichnet wird. Nach dem Zweiten Weltkrieg übernahm der Vermessungsingenieur und spätere Kreuzauer Bürgermeister Hans Zens 1961 erfolgreich diese Aufgabe. Von 1989 bis zu seinem Tod 2009 war Max Röntz der Platzmeister der Annakirmes. Sein Nachfolger wurde der bis heute aktive Platzmeister Achim Greiff.
Einige Attraktionen, wie das Riesenrad der Familie Kipp, sind (fast) jedes Jahr auf der Annakirmes und haben einen traditionellen Standort auf dem Kirmesgelände. Auch einige gastronomische Betriebe, wie das aus einer ehemaligen Kneipe entstandene „Brauweilers Max“, der „Old English Pub“ oder der „Dürener Treff“ gehören zu den regelmäßigen Schaustellern auf der Annakirmes.

## Besondere Geschehnisse

### Jubiläum 375 Jahre Annakirmes
2013 wurde in Düren der 375. Geburtstag der Annakirmes gefeiert. Aus diesem Anlass fand einige Wochen vor der eigentlichen Annakirmes eine historische Kirmes mit alten Fahrgeschäften und anderen Attraktionen auf dem Platz vor dem Leopold-Hoesch-Museum statt. Außerdem gab es einen historischen Umzug durch die Stadt.

### Premiere der Achterbahn „Super Spirale“
Im Jahr 1978 wurde die Achterbahn „Super Spirale“ von Vekoma fertiggestellt und an die Schausteller Fritz Kinzler und Oskar Bruch als transportable Achterbahn verkauft. Sie enthielt die besonderen Elemente „Doppelter Korkenzieher“ und „Bayerncurve“ – Premiere war 1979 auf der Annakirmes in Düren. Nach dieser Premiere sollte sich zeigen, dass dies der einzige Betrieb als transportable Kirmesachterbahn sein sollte: Die Achterbahn wurde anschließend an den Traumlandpark verkauft und dort als fest aufgebaute Achterbahn betrieben. Heute ist sie im Freizeitpark Playland in Vancouver in Kanada in Betrieb.

## Annafest in anderen Regionen
- Annentag in Brakel
- Annafest in Forchheim